# Associazione italiana contro le leucemie-linfomi e mieloma
L'AIL, Associazione italiana contro le leucemie-linfomi e mieloma, costituita l'8 aprile 1969 a Roma e riconosciuta con Decreto del Presidente della Repubblica n. 481 del 19 settembre 1975, è una ONLUS che opera sul territorio nazionale grazie all'attività di 83 sezioni provinciali che collaborano in stretto rapporto con i centri di ematologia.
AIL raccoglie i fondi da destinare alla ricerca scientifica e all'assistenza al paziente attraverso diverse iniziative nazionali. Quelle più importanti sono: le Stelle di Natale, le Uova di Pasqua e la Giornata nazionale contro le leucemie, linfomi e mieloma che si svolge ogni 21 giugno. Dal 2006 anche la raccolta fondi tramite il 5 per mille ha permesso all'associazione di erogare somme che sono state destinate ai progetti di ricerca e assistenza. AIL raccoglie fondi anche tramite gli eventi e le manifestazioni locali promosse sul territorio dalle sue 83 sezioni.
AIL finanzia il Gruppo italiano malattie ematologiche dell'adulto (GIMEMA), collabora a sostenere le spese per il funzionamento dei centri di ematologia e di trapianto, realizza case di accoglienza, organizza servizi di cure domiciliari, promuove seminari interattivi per i pazienti, realizza scuole e sale gioco in ospedale, promuove la formazione e l'aggiornamento professionale di medici, biologi, infermieri e tecnici di laboratorio.

## Storia
- 1969 – L'AIL nasce l'8 aprile del 1969 a Roma da Albert Sabin, Susanna Agnelli, Alberto Marmont, Luigi Chieco Bianchi e Felice Gavosto.
- 1975 – Il 19 settembre l'associazione viene riconosciuta con Decreto del Presidente della Repubblica n. 481. Nascono le prime 13 sezioni provinciali.
- 1987 – Viene inaugurato a Roma l'ufficio operativo della sede nazionale, con lo scopo di coordinare le attività delle sezioni locali.
- 1989 – Si svolge la prima edizione della manifestazione nazionale Stelle di Natale.
- 1993 – Si sperimenta con successo il primo servizio di assistenza domiciliare per i pazienti ematologici. Nascono le prime scuole in ospedale.
- 1994 – Alla campagna delle Stelle viene affiancata quella delle uova di Pasqua nelle piazze italiane.
- 1995 – Il professor Mandelli, in accordo con colleghi ematologi di tutta Europa, propone di realizzare la Settimana Europea contro le leucemie. La settimana diventerà poi la "Giornata nazionale".
- 1998 – L’'AIL viene riconosciuta come ONLUS.
- 2005 – Il 7 aprile, l'AIL riceve dal Presidente della Repubblica, Carlo Azeglio Ciampi, la medaglia d’oro "Al Merito della Sanità Pubblica". Inizia la collaborazione tra l'AIL e il GIMEMA (Gruppo Italiano Malattie EMatologiche dell’Adulto), il cui principale obiettivo è promuovere e coordinare le attività di ricerca no profit in ambito ematologico, aggiornando e migliorando i protocolli di diagnosi e cura.
- 2009 – Nasce "AIL-pazienti" con il primo gruppo "AIL Pazienti Leucemia Mieloide Cronica".
- 2012 – L'AIL stringe un accordo con FIEOP (Federazione Italiana Ematologia e Oncologia Pediatrica).
- 2017 – In occasione della Giornata Nazionale per la lotta contro leucemie, linfomi e mieloma il Presidente della Repubblica Sergio Mattarella incontra una delegazione AIL guidata dal Prof. Franco Mandelli.
- 2018 – Il 5 maggio, il Consiglio di Amministrazione nomina Sergio Amadori nuovo Presidente nazionale dell'AIL.
- 2019 – L'AIL festeggia 50 anni di attività.

## Attività
Le principali attività sono:
- il finanziamento della ricerca attraverso il GIMEMA, una fondazione no-profit per lo sviluppo e la formazione della ricerca scientifica;
- la gestione delle case AIL vicine ai maggiori centri di ematologia;
- il servizio di assistenza e ospedalizzazione domiciliare per evitare il ricovero in ospedale a tutti i pazienti che possono essere curati nella propria casa;
- scuole e sale gioco in ospedale per bambini;
- formazione aggiornamento di medici, biologi, infermieri e tecnici di laboratorio attraverso l'erogazione di borse di studio, prestazioni professionali e contratti di lavoro a tempo determinato e indeterminato;
- seminari per i pazienti per garantire loro un confronto diretto con gli specialisti del settore e informazioni sempre aggiornate sulla loro malattia; sostenimento delle spese per assicurare il funzionamento dei centri di ematologia e di trapianto di cellule staminali ematopoietiche.

Su tutto il territorio nazionale l'AIL organizza iniziative di raccolta fondi, come le uova di Pasqua, nelle due settimane prima della Pasqua, la Giornata nazionale contro le leucemie i linfomi e il mieloma, che si svolge ogni 21 giugno dell'anno, le stelle di Natale, nelle due settimane prima della Vigilia di Natale.

## Le Sezioni AIL
AIL opera sul territorio nazionale grazie al lavoro e all'impegno di 83 sezioni provinciali. Le loro attività sono incentrate su:
- Sostegno alla ricerca scientifica;
- Assistenza domiciliare;
- Realizzazione di residenze - case alloggio;
- Acquisto di macchinari e attrezzature destinate ai centri ematologici pubblici;
- Acquisto o ristrutturazione di immobili;
- Finanziamenti per interventi di ammodernamento, ampliamento e creazione di reparti ematologici.

## Riconoscimenti

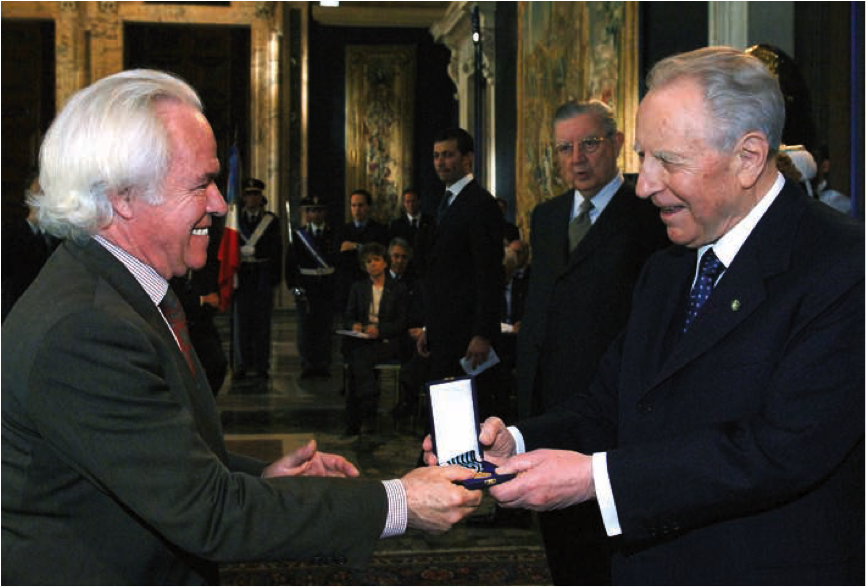
Franco Mandelli e Carlo Azeglio Ciampi durante la premiazione (2005)

Nel 2005 in occasione della Giornata Mondiale della Sanità, il Presidente della Repubblica Carlo Azeglio Ciampi ha consegnato ad AIL la medaglia d'oro al merito della Sanità Pubblica.

Motivazioni del premio ad AIL: 
assistenza sanitaria assicurata ai pazienti e le attenzioni riservate ai loro familiari e per i congrui finanziamenti destinati alla ricerca sulle leucemie, i linfomi, il mieloma e le altre malattie del sangue.»
Nel 2006 l'AIL Nazionale riceve l’attestato di socio aderente dell'Istituto Italiano della Donazione, organismo che attesta l'uso chiaro, trasparente ed efficace dei fondi raccolti, a tutela dei diritti del donatore.

## Identità grafica
L'AIL, durante la sua storia, ha avuto tre loghi differenti..

1969-1996
1996-2020
2020-